# Crime and the City Solution
A Crime and the City Solution ausztrál rockegyüttes. Post-punkot, art punkot és punk blues-t játszanak. 1977-ben alakultak meg Sydney-ben. Tagjai: Simon Bonney, Bronwyn Adams, Alexander Hacke, David Eugene Edwards, Troy Gregory, Danielle de Picotto, Matthew Smith és Jim White.
Karrierjük kezdetén még egészen máshogy volt a felállás. Pályafutásuk alatt öt nagylemezt dobtak piacra. Többször is feloszlottak: először 1977-től 1979-ig működtek, majd 1985-től 1991-ig, végül 2012-től mostanáig. Egy koncertjelenetben szerepeltek Wim Wenders Berlin felett az ég című filmjében. A 80-as évek második felében felléptek a budapesti Fekete Lyukban is.

## Tagok
- Simon Bonney – ének
- Bronwyn Adams – hegedű
- Alexander Hacke – gitár
- David Eugene Edwards – gitár
- Troy Gregory – basszusgitár
- Matthew Smith – billentyűs hangszerek
- Jim White – dobok

## Diszkográfia
- Room of Lights (1986)
- Shine (1988)
- The Bride Ship (1989)
- Paradise Discotheque (1990)
- American Twilight (2013)